# Ерен Елмали
Еврен Ерен Елмали (тур. Evren Eren Elmalı, нар. 7 липня 2000, Стамбул, Туреччина) — турецький футболіст, фланговий захисник клубу «Галатасарай» та національної збірної Туреччини.

## Ігрова кар'єра

### Клубна
Ерен Елмали є вихованцем стамбульських клубів «Карталспор» та «Касимпаша». Саме з останнім у 2019 році футболіст підписав професійний контракт. Але першу гру на дорослому рівні Елмали провів у клубі «Сілівріспор», куди був направлений в оренду. Перед сезоном 2020/21 він повернувся до складу «Касимпаша» і в січні 2021 року зіграв першу гру на професійному рівні у турнірі Суперліги.
У липні 2022 року Елмали перейшов до стану «Трабзонспора», з яким підписав трирічний контракт. Одним з перших його матчів у новій команді став переможний поєдинок за Суперкубок Туреччини.
11 лютого 2025 року підписав контракт на три з половиною роки з «Галатасараєм».

### Збірна
У червні 2022 року у рамках турніру Ліги націй у поєдинку проти команди Литви Ерен Елмали дебютував у складі національної збірної Туреччини.

## Статистика виступів

### Статистика виступів за збірну
Станом на 19 листопада 2024 року
| Дата       | Місто      | Господарі         | Результат | Гості      | Турнір                               | Голи | Примітки |
| ---------- | ---------- | ----------------- | --------- | ---------- | ------------------------------------ | ---- | -------- |
| 7-6-2022   | Вільнюс    | Литва             | 0 – 6     | Туреччина  | Ліга націй УЄФА 2022-2023 - 1-й етап | -    | 58'      |
| 11-6-2022  | Люксембург | Люксембург        | 0 – 2     | Туреччина  | Ліга націй УЄФА 2022-2023 - 1-й етап | -    | 68'      |
| 22-9-2022  | Стамбул    | Туреччина         | 3 – 3     | Люксембург | Ліга націй УЄФА 2022-2023 - 1-й етап | -    |          |
| 25-9-2022  | Торсгавн   | Фарерські острови | 2 – 1     | Туреччина  | Ліга націй УЄФА 2022-2023 - 1-й етап | -    | 82'      |
| 16-11-2022 | Діярбакир  | Туреччина         | 2 – 1     | Шотландія  | товариський матч                     | -    | 34'      |
| 19-11-2022 | Газіантеп  | Туреччина         | 2 – 1     | Чехія      | товариський матч                     | -    |          |
| 25-3-2023  | Єреван     | Вірменія          | 1 – 2     | Туреччина  | Відбір до ЧЄ 2024                    | -    | 74'      |
| 16-6-2023  | Рига       | Латвія            | 2 – 3     | Туреччина  | Відбір до ЧЄ 2024                    | -    | 71'      |
| 19-6-2023  | Самсун     | Туреччина         | 2 – 0     | Уельс      | Відбір до ЧЄ 2024                    | -    | 60'      |
| 18-11-2023 | Берлін     | Німеччина         | 2 – 3     | Туреччина  | товариський матч                     | -    | 64'      |
| 9-9-2024   | Ізмір      | Туреччина         | 3 – 1     | Ісландія   | Ліга націй УЄФА 2024-2025 - 1-й етап | -    |          |
| 14-10-2024 | Рейк'явік  | Ісландія          | 2 – 4     | Туреччина  | Ліга націй УЄФА 2024-2025 - 1-й етап | -    | 77'      |
| 16-11-2024 | Кайсері    | Туреччина         | 0 – 0     | Уельс      | Ліга націй УЄФА 2024-2025 - 1-й етап | -    | 75'      |
| 19-11-2024 | Нікшич     | Чорногорія        | 3 – 1     | Туреччина  | Ліга націй УЄФА 2024-2025 - 1-й етап | -    | 46'      |
| Усього     |            | Матчів            | 14        |            | Голів                                | 0    |          |

## Титули
Трабзонспор
 Переможець Суперкубка Туреччини: 2022
Галатасарай
 Переможець Кубка Туреччини: 2024–2025
 Чемпіон Туреччини: 2024–2025